# Gaura Purnima
Gaura Purnima (czyli „Pełnia Złotego Księżyca”) – hinduistyczne święto religijne tradycji gaudija wisznuizmu, upamiętniające pojawienie się (urodziny) Ćajtanji Mahaprabhu w 1486 r., uznawanego za awatara Kryszny i Radhy. Jest to święto ruchome, obchodzone w lutym lub marcu. Na Zachodzie jest popularyzowane głównie przez ruch Hare Kryszna.
Nazwa: „Pełnia Złotego Księżyca” nawiązuje do okoliczności urodzin Ćajtanji, które miały miejsce podczas pełni Księżyca oraz do złocistego koloru skóry Ćajtanji. Uroczystości poprzedza post oraz śpiewanie mantr, a ucztowanie i zabawa zaczyna się od chwili wzejścia Księżyca.
To święto jest szczególnie uroczyście świętowane w Bengalu Zachodnim, a zwłaszcza w Majapur i w Nawadwipie – miejscu urodzenia Ćajtanji.